# Koorda
Koorda is een plaats in de regio Wheatbelt in West-Australië.

## Geschiedenis
Ten tijde van de Europese kolonisatie leefden de Njakinjaki Nyungah in de streek. In 1836 verkende John Septimus Roe de streek. Schaapherders uit de vallei van de Avon trokken soms met hun schapen de streek in. Sandelhoutsnijders ontwikkelden er paden. In de jaren 1860 vestigden de eerste kolonisten zich permanent in de streek.
Tot in de jaren 1880 gebeurde er niet veel meer dan dat de pastorale ondernemingen uitbreidden. Onder het premierschap van John Forrest in de jaren 1890 werden delen van West-Australië opgedeeld opdat er kleinere boerderijtjes konden ontwikkeld worden. Veel boeren vestigden zich vervolgens in de streek, op ongeveer 4 km² grote kavels.
In 1913 besliste de overheid een spoorweg van Wyalkatchem naar Mount Marshall aan te leggen. De 'Central Cowcowing Progress Association' stelde voor een dorp te stichten aan een langs de spoorweg aan te leggen nevenspoor. Het dorp werd in 1917 officieel gesticht. Het werd Koorda genoemd, een Aborigineswoord dat "getrouwd persoon" zou betekend hebben. Er werd dat jaar een grote dam gebouwd om de inwoners uit de omgeving van water te voorzien. Nog in 1917 werd een gemeenschapszaal, de latere 'Pioneer Hall', geopend. Er was reeds een winkel, een postkantoor, een bakker, een slager, een groentewinkel en een hoefsmid.
In 1920 werd een schooltje geopend. Het 'Koorda Hotel' werd in 1925 gebouwd. Het 'Koorda Hospital' opende in 1932. In 1975 zou er een museum in ondergebracht worden. De CWA opende een 'Rest Room' in 1934. In 1937 werd een nieuw postkantoor geopend.
Dankzij een tewerkstellingsprogramma naar aanleiding van de crisis van de jaren 1930 kreeg Koorda eind jaren 1930 een nieuwe grotere dam. In 1958 opende een nieuwe gemeenschapszaal, de 'Koorda Memorial Hall'. Eind jaren 1960 kreeg Koorda nieuwe politiekantoren en een rechtszaal. In 1975 opende de nieuwe districtsgebouwen en de CWA verhuisde naar de oude districtsgebouwen.

## 21e eeuw
Koorda is het administratieve en dienstencentrum voor het lokale bestuursgebied (LGA) Shire of Koorda, een landbouwdistrict in de regio Wheatbelt. Het is een verzamel- en ophaalpunt voor de oogst van de in de streek bij de Co-operative Bulk Handling Group aangesloten graanproducenten.
Koorda heeft een medisch centrum, een basisschool, een zwembad, een gemeenschapszaal, een recreatiecentrum, een 'Community Resource Centre' (CRC) en enkele sportfaciliteiten. In 2021 telde Koorda 213 inwoners, tegenover 260 in 2006.

## Toerisme
In het 'Koorda Tourist Information Centre' in het CRC kan men informatie bekomen over onder meer onderstaande bezienswaardigheden:
- het Koorda Museum, een streekmuseum, gevestigd in het oude ziekenhuis
- het Koorda Motor & Military Museum, een museum met een militaire collectie en een collectie oldtimers
- de Wheatbelt Cottage Industries, een vrouwelijke variant van de Men's Shed waar men allerhande handwerk kan vinden
- de Koorda Art Gallery, een galerie met werk van plaatselijke kunstenaars
- de Koorda Drive In, een drive-in bioscoop
- enkele granieten ontsluitingen rondom Koorda: 'Mollerin Rock', 'Newcarlbeon Tank', 'Badgerin Rock' en 'Moningarin Gnamma Hole'.

## Transport
Koorda ligt 236 kilometer ten noordoosten van de West-Australische hoofdstad Perth, 96 kilometer ten oosten van Wongan Hills en 62 kilometer ten noorden van Wyalkatchem.
De spoorweg die door Koorda loopt maakt deel uit van het goederenspoorwegnetwerk van Arc Infrastructure.

## Klimaat
Moora kent een warm steppeklimaat, BSh volgens de klimaatclassificatie van Köppen. De gemiddelde jaarlijkse temperatuur bedraagt er 18,4 °C. De gemiddelde jaarlijkse neerslag ligt rond 300 mm.

## Varia
De graanpop (Corn Dolly) siert sinds 1974 het embleem van de Shire of Koorda. Frank Lodge had in 1911 de graanpopkunst vanuit Durham in Engeland naar Koorda gebracht.

## Galerij

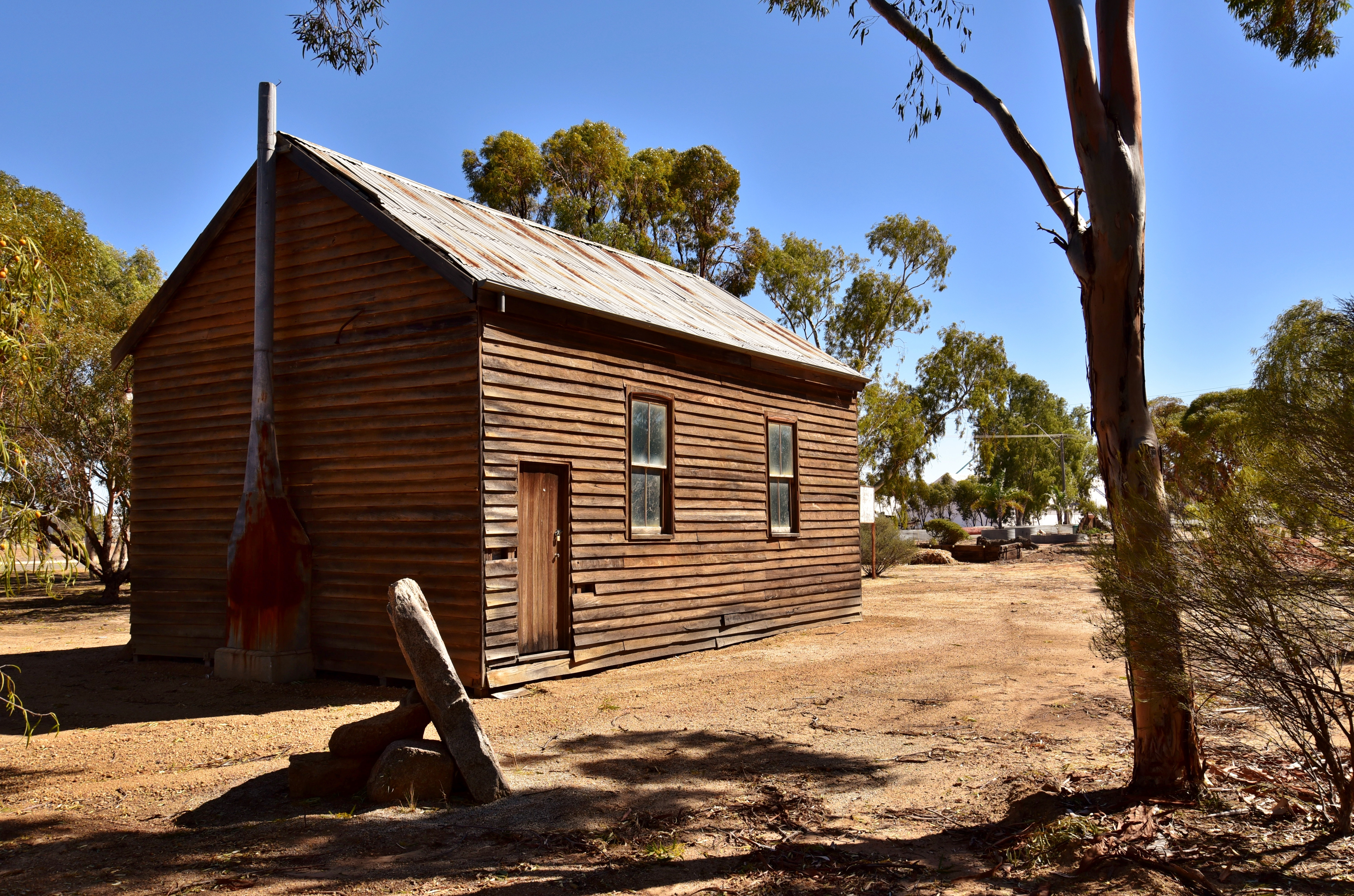
Pioneer Hall uit 1917
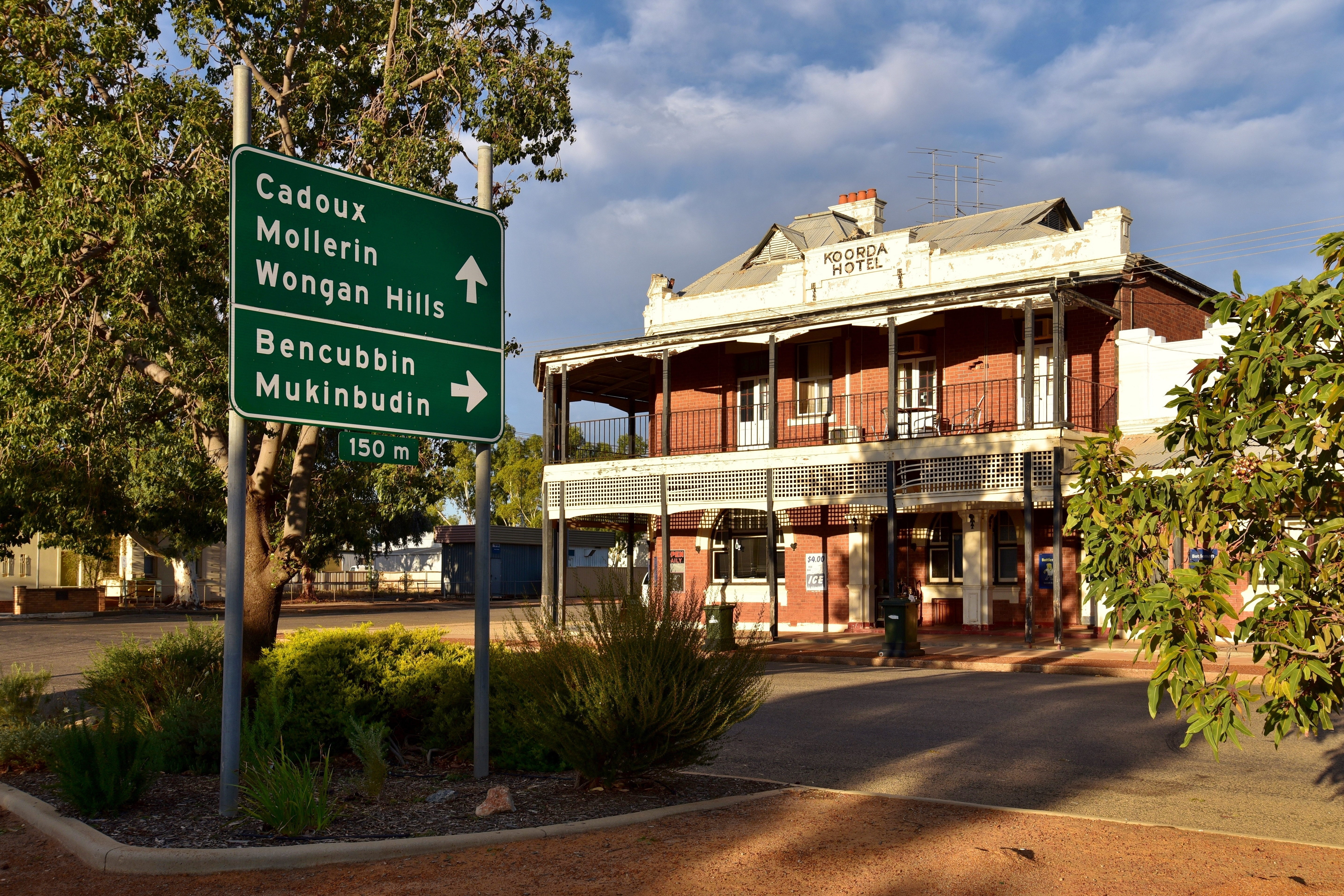
Koorda Hotel uit 1925
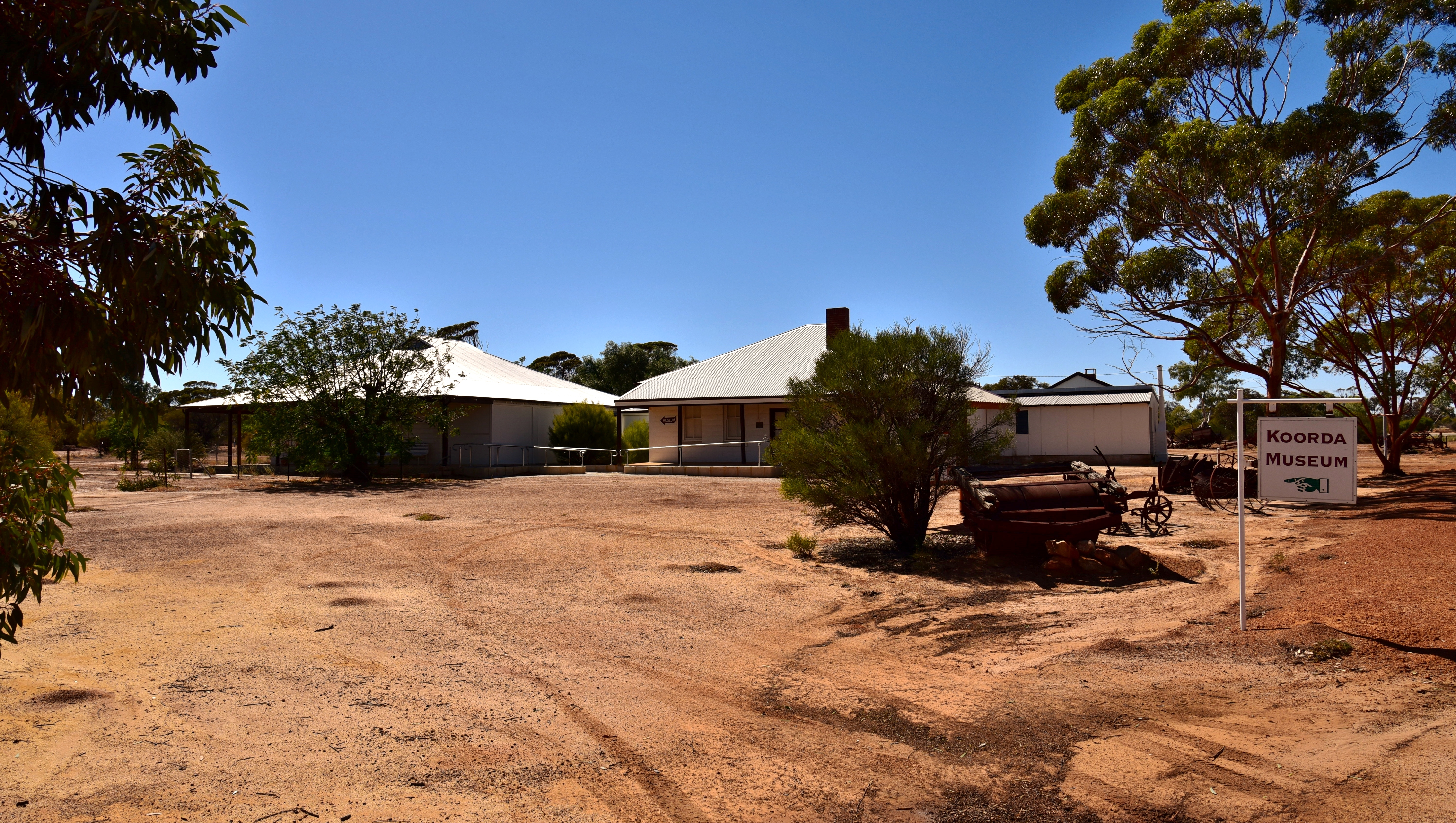
Koorda Museum in het voormalige ziekenhuis uit 1932
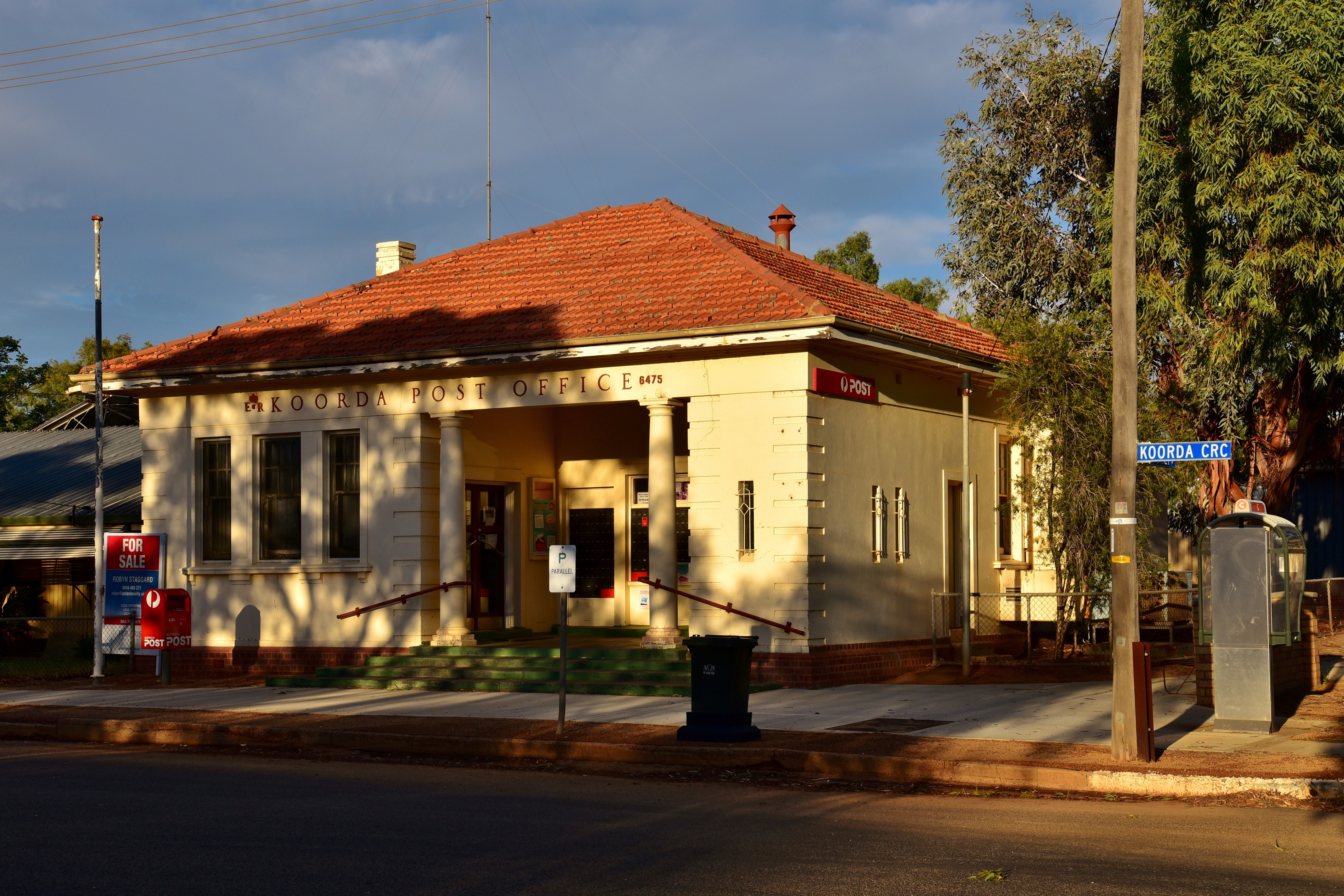
Postkantoor uit 1937
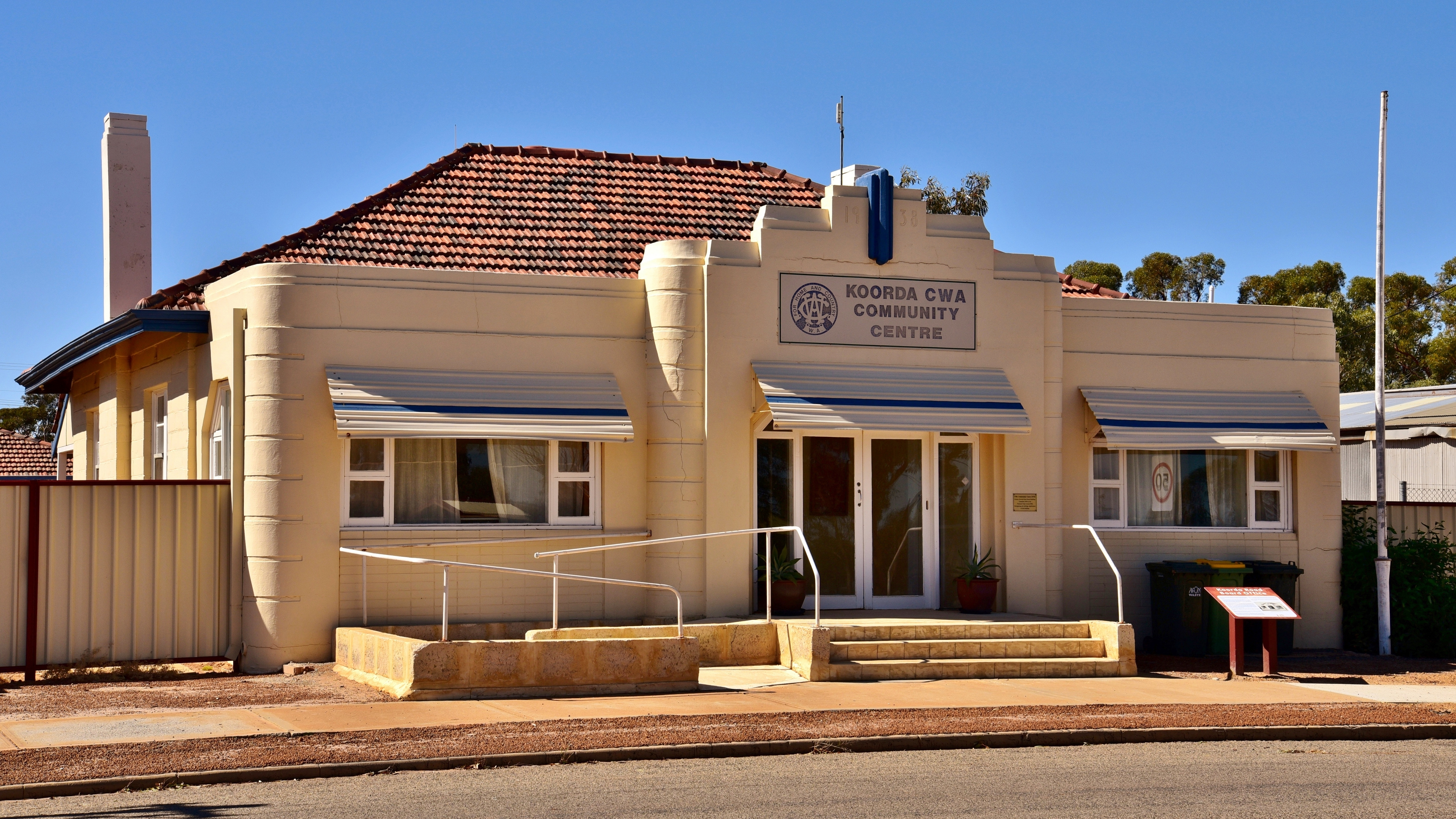
CWA-centrum in voormalig districtsgebouw
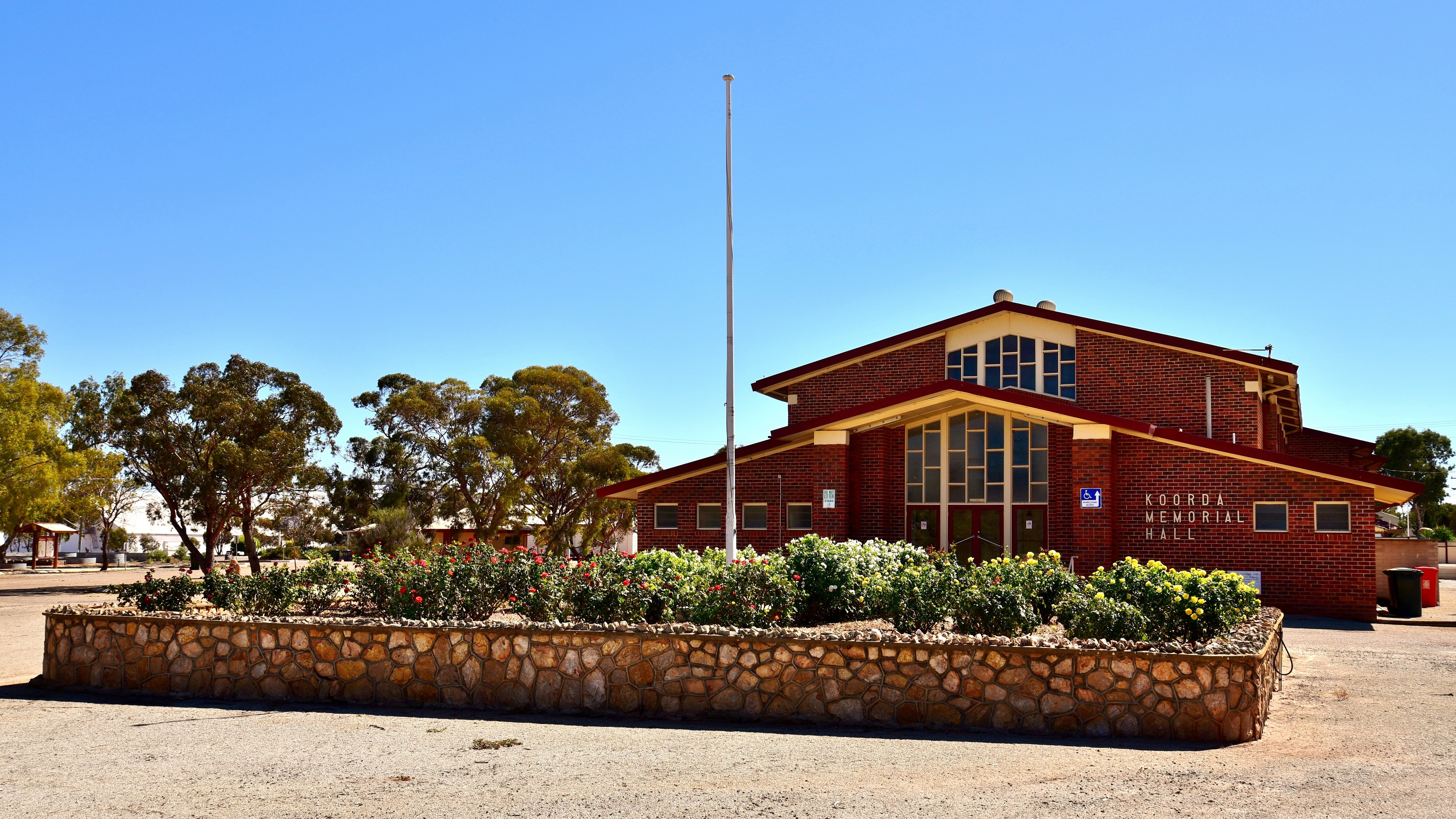
Koorda Memorial Hall uit 1958

Aldersyde · Amery · Ardath · Arthur River · Baandee · Babakin · Badgingarra · Badjaling · Bailup · Bakers Hill · Balkuling · Ballaying · Ballidu · Beacon · Beenong · Beermullah · Bejoording · Belka · Bencubbin · Bendering · Benjaberring · Beverley · Bilbarin · Bindi Bindi · Bindoon · Bodallin · Bolgart · Bonnie Rock · Boolading · Booraan · Brookton · Bruce Rock · Bullaring · Bullfinch · Bulyee · Bungulla · Buntine · Burakin · Burracoppin · Cadoux · Calingiri · Campion · Caraban · Carrabin · Cataby · Cervantes · Chandler · Chittering · Clackline · Cold Harbour · Congelin · Coomberdale · Copley · Corrigin · Cowcowing · Crossman · Cuballing · Culbin · Cunderdin · Dalwallinu · Dandaragan · Dangin · Darkan · Dattening · Dongolocking · Doodlakine · Dowerin · Dudinin · Dumbleyung · Duranillin · Dwarda · Ejanding · Elabbin · Erikin · Gabbin · Gingin · Goomalling ·  Grass Valley · Greenhills · Guilderton · Gwambygine · Harrismith · Highbury · Hines Hill · Holt Rock · Hyden · Jelcobine · Jennacubbine · Jennapullin · Jitarning · Jurien Bay · Kalannie · Karlgarin · Kellerberrin · Kondinin · Kondut · Koojan · Koolyanobbing · Koorda · Korbel · Korrelocking · Kukerin · Kulin · Kulja · Kulyaling · Kunjin · Kununoppin · Kweda · Kwelkan · Kwolyin · Lancelin · Lake Brown · Lake Grace · Lake King · Ledge Point · Manmanning · Marvel Loch · Meckering · Meenaar · Merredin · Miling · Minnivale · Mogumber · Mokine · Moodiarrup · Mooliabeenee · Moora · Moorine Rock · Moorumbine · Moulyinning · Mount Hardey · Mount Kokeby · Mount Walker · Muchea · Mukinbudin · Muntadgin · Nalya · Nangeenan · Narembeen · Narrogin · New Norcia · Newdegate · Nilgen · Nokaning · North Bannister · Northam · Nukarni · Nungarin · Pantapin · Piawaning · Piesseville · Pingaring · Pingelly · Pithara · Popanyinning · Quairading · Quindanning · Regans Ford · Seabird · Shackleton · Southern Cross · Spencers Brook · Tammin · Tincurrin · Toodyay · Trayning · Varley · Wagin · Walebing · Walgoolan · Wandering · Wannamal · Watheroo · Welbungin · West Dale · West Toodyay · Westonia · Wialki · Wickepin · Wilbinga · Williams · Wongan Hills · Woodridge · Wubin · Wundowie · Wyalkatchem · Yealering · Yelbeni · Yellowdine · Yilliminning · Yerecoin · York · Yorkrakine · Yornaning · Yoting · Youndegin